# 허원제
허원제(許元齊, 1951년 9월 27일 ~ )는 대한민국의 기자 출신 정치인이다. 제18대 국회의원과 대통령비서실 정무수석을 지냈다.

## 학력
- 1964년 부산진초등학교 졸업
- 1967년 부산중학교 졸업
- 1970년 부산고등학교 졸업
- 1974년 서울대학교 물리학과 학사
- 1978년 서울대학교 대학원 정치학과 정치학 석사
- 2009년 연세대학교 언론홍보대학원 언론학 석사

## 경력
- 1978년 국제신문 기자
- 1980년 부산일보 기자
- 1981년 경향신문 기자
- 1981년 KBS 기자
- 1991년 ~ 2007년 SBS 기자, 독일특파원, 사회부장, 정치부장, 비서실장, 이사
- 2014년 3월 ~ 2015년 12월 방송통신위원회 상임위원
- 2014년 4월 ~ 2015년 10월 방송통신위원회 부위원장
- 2016년 11월 ~ 2017년 4월 대통령비서실 정무수석비서관
- 2024년 8월 ~ 정수장학회 이사장

## 의정활동
- 2007년 박근혜 한나라당 대통령 경선후보 특보 겸 방송단장
- 2007년 이명박 한나라당 대통령 후보 방송특보
- 2008년 제17대 대통령직 인수위원회 자문위원
- 2008년 세계문화컨텐츠포럼 상임공동대표
- 2008년 5월 ~ 2012년 5월 제18대 국회의원(부산 부산진구 갑)
- 2008년 국회 문화체육관광방송통신위원회 위원
- 2009년 한나라당 부산시당 윤리위원장
- 2009년 한나라당 부산시당 수석부위원장
- 2010년 세계박람회지원특별위원회 위원
- 2010년 ~ 2012년 부산콘텐츠마켓 공동조직위원장
- 2011년 6월 7.4전당대회 선거관리위원회 위원
- 2011년 7월 한나라당 홍보기획부본부장
- 2011년 8월 문화체육관광방송통신위원회 간사

## 역대 선거 결과
| 실시년도 | 선거   | 대수 | 직책     | 선거구           | 정당     | 득표수   | 득표율          | 순위 | 당락 | 비고 |
| -------- | ------ | ---- | -------- | ---------------- | -------- | -------- | --------------- | ---- | ---- | ---- |
| 2008년   | 총선   | 18대 | 국회의원 | 부산 부산진구 갑 | 한나라당 | 33,686표 | \| \| 49.71% \| | 1위  |      | 초선 |
|          | 49.71% |      |          |                  |          |          |                 |      |      |      |

## 같이 보기
- 부산진구 갑
- 부산 부산진구의 국회의원
- 대한민국의 방송통신위원회 부위원장
- 대한민국의 대통령비서실 수석비서관